# Grotte Chauvet
De Grotte Chauvet Pont d'Arc, kortweg Chauvet, is een grot vlak bij Vallon-Pont-d'Arc in het departement Ardèche in Frankrijk. Het is een van de belangrijkste laat-paleolithische beschilderde grotten ter wereld.

## Beschrijving
De grotschilderingen zijn bijna allemaal tussen 33.000 en 30.000 jaar oud en werden gemaakt door de Europese vroege moderne mens. Ze worden gerekend tot het Aurignacien en zijn 15.000 jaar ouder dan die in Lascaux.
Er zijn vele grotschilderingen van dieren zoals leeuwen, neushoorns, oerossen, paarden en bizons. Deze schilderingen maakten waarschijnlijk deel uit van jachtrituelen om zo de jacht te verbeteren.
In de grot zijn tot nog toe ongeveer driehonderd met rood of zwart geschilderde dierafbeeldingen gevonden en nog eens zoveel gravures. Daarnaast zijn er veel abstracte tekens en afdrukken van handen. Sommige afgebeelde dieren (een panter, een uil) waren nog nooit eerder in grotten uit de oudere steentijd gevonden. Andere, zoals de neushoorn, waren tot dan toe zeldzaam. In de grot zijn ook veel afbeeldingen gevonden van holenberen.

### Paneel van de paarden
Op dit paneel zijn ongeveer twintig dieren afgebeeld en door het naturalisme geldt het als een van de meesterwerken van Chauvet.
Er is een scène met zwart pigment getekend van twee neushoorns die elkaar bekampen. De poten zijn maar schetsmatig weergegeven. De houtskool waarmee de neushoorns werden getekend werd gedateerd via de C14-methode op 32.410 tot 30.790 jaar oud. Waarschijnlijk werden ze gelijktijdig door dezelfde kunstenaar getekend.
Hierboven werden op een later tijdstip de koppen van vier paarden getekend. Hiervoor werden eerst eerdere inkervingen van diverse dieren weggeschraapt. De paarden werden waarschijnlijk door eenzelfde kunstenaar getekend. Met behulp van houtskool vermengd met klei werden kleurovergangen gecreëerd. Daarna werden de omtrekken van de paarden geaccentueerd door de rots af te schrapen langs de contouren van de paarden.

## Archeologie
De grot op de linkeroever van de Ardèche is pas op 18 december 1994 ontdekt door Jean-Marie Chauvet, Éliette Brunel en Christian Hillaire. De grote ouderdom van de tekeningen en hun artistieke kwaliteit leidden ertoe dat theorieën over een progressieve vooruitgang in de paleolithische kunst weerlegd werden.

## Toegang
De originele grot is niet toegankelijk voor mensen. In tegenstelling tot de grotten in Altamira en Lascaux is de grot van Chauvet nooit voor toerisme toegankelijk geweest en is de grot nog in zijn originele staat. Om toch de beleving van de grot van Chauvet mogelijk te maken, is in 2015 een kopie geopend waar de gehele grot inclusief haar tekeningen zijn nagemaakt. In deze 'kunstgrot', de Caverne du Pont d'Arc, worden rondleidingen gegeven in verschillende talen. Deze kopie is tien keer groter dan de kopie die gemaakt werd van de grot van Lascaux. Zelfs de luchtvochtigheid en lichtomstandigheden zijn nagebootst.
De indrukwekkende kwaliteit van de grotschilderingen en hun tot de verbeelding sprekende ouderdom, inspireerden de befaamde Duitse cineast Werner Herzog in 2010 tot de creatie van een gewaardeerde 3D-documentaire over deze grot: 'Cave of Forgotten Dreams'.